# 時乃真央
時乃 真央（ときの まお、1987年〈昭和62年〉6月30日 - ）は、日本の女優、歌手、タレントで、ダンス&ボーカルユニット・VIC:CESSの元メンバーであり、浅草マルベル堂とコラボして誕生した昭和浪漫プロジェクトの元リーダーである。後に昭和浪漫プロジェクトから自身で作詞をし、ソロ曲を発表。宮城県仙台市生まれ。茨城県出身。

## 略歴
2008年からモデル、女優として活動。その後2011年に女性4人組ダンス＆ボーカルユニット「VIC:CESS」（2011年5月1日）のメンバーMAOとして歌手デビュー。VIC:CESSでの活動期間中にも舞台、レポーター等、個人としても活動。2013年、渋谷のClub Asiaにて初のワンマンライブを開催、その後VIC:CESSを卒業。ソロ活動に専念する。
2014年に浅草プロマイドの老舗マルベル堂とコラボした音楽プロジェクト「昭和浪漫プロジェクト」のリーダーとして活動。2017年、昭和浪漫プロジェクトを卒業ならびに所属事務所を退社。
2018年に一般男性と結婚。翌2019年に第1子を出産。2025年現在は株式会社エヌウィード（N-weed）と業務提携にて活動中。

## 人物
- 動物が好きで実家では幼少期から犬、猫を飼っていた。現在は2匹の愛犬がいる。
- 小さい頃からの夢は歌手になること。
- TSM（東京スクールオブミュージック専門学校）の卒業生である。[2]
- 空手黒帯、書道三段を所持している。

## 出演

### VIC:CESS
- 1st single　「key of light〜光の鍵〜」][3]（2011年7月6日）
- 1st miniアルバム「Growth」[4]（2012年2月1日）
- 2nd single　「Reglet Blue / VENUS FANTASISTA」[5]（2013年6月20日）
- 1stワンマンLIVE DVD「VIC:CESS RAVE」(2014年）

VIC:CESSとしての出演、活動はVIC:CESSを参照。

### 昭和浪漫プロジェクト
主な出演ライブ
- 「LOVE MAX祭り」（2015年1月17日 - シアターGロッソ）
- 「秋葉原オクトーバーフェスト」（2015年4月2日　東京都）
- 「Food Nations〜肉フェス〜」（2015年5月1日〜5月6日　東京都・駒沢オリンピック公園）
- 「第36回 南光台夏祭り」（2015年8月20日　宮城県）
- 「Mao Endo Presents! Ultra Girls Spark」[6]（2016年8月5日　東京都・四谷Live inn Magic）
- 「グルメサーカス」[7]（2016年9月18日　山梨県 甲府市）
- 「銚子音楽祭2016」[8]（2016年9月19日　千葉県 イオンモール銚子）
- 「神保町昭和歌謡倶楽部 THE LIVE 年末総会」（2016年12月9日）

その他多数ゲスト出演。
- オリジナルソロ曲「あなたはどこへ」[9]（2016年 作詞・時乃真央、作曲・小林成宇）

### 舞台
- 一歩堂新春公演「ぐつぐつ」（2010年1月28日〜1月31日、新宿・シアターブラッツ） - 鈴木まりあ役
- 「フライングパイレーツ〜ネバーランド漂流記」(2010年4月8日〜4月11日、銀座みゆき館劇場） - スライトリー役
- 「アリスインデッドリースクール」(2010年10月14日〜10月17日、品川区・六行会ホール） - Wキャスト 村崎静香役
- 「落下ガール」（2011年2月3日〜2月6日、渋谷区文化総合センター大和田・伝承ホール） - Wキャスト 神戸まどか役
- 劇団6番シード「ショートストーリーズ 〜夏の片隅で見つけた6つの物語〜」[10]（2011年07月26日〜08月07日）「Re:」編、「Blog」編、「天候と戦う女」編
- 「ハムレッツ!! 〜to be or Not to be〜」(2012年4月10日〜4月15日、シアターグリーン・BASE THEATER） - 浅野たくみ役
- 劇団BOOGIE★WOOGIE 第28回公演「明治五年の二日間」（2012年5月6日〜5月10日、日暮里 D-倉庫） - ヒロイン 井口桃役
- 「舞台版 ビーナスファンタジスタ」（2012年8月29日〜9月2日、赤坂RED/THEATER）[11] - 日替わりゲスト（8月30日回に出演）

この舞台主題歌をVIC:CESSが担当。MAOとして主題歌LIVEへも出演。
- 劇団BOOGIE★WOOGIE 第29回公演「ノンストップライアーズ」（2012年10月11日〜10月14日、東京芸術劇場・シアターウエスト） - ユリアナ役
- 平成時代劇 萬屋錦之助一座「ざ☆よろきん 新春公演 吉原火消し衆〜松風編〜」（2013年1月5日〜1月10日、シアターグリーン・BIG TREE THEATER）[12] - 小蝶役
- Ann&Mary Presents Vol.1「Pirates of the Desert」（2013年7月10日〜7月15日、シアターグリーン・BIG TREE THEATER） - ラティーフ役
- 国際コメディフェスティバル優勝作品 劇団BOOGIE★WOOGIE「BACK from BACK」福岡公演 - 優子役
- 平成時代劇 萬屋錦之助一座「ざ☆よろきん 新春本公演 振袖大火〜吉原木遣り唄〜」（2014年1月4日〜1月13日、シアターグリーン・BOX in BOX THEATER）[13] - 千早役
- Ann&Mary Presents Vol.2「Pirates of the Desert2 〜アカツキ国の牢獄〜」（2014年10月1日〜10月5日、シアターグリーン・BIG TREE THEATER）[14] - ベティ役
- 劇団BOOGIE★WOOGIE 解散公演「弓張月」（2015年7月3日〜7月12日、日暮里 D-倉庫）
- エアースタジオプロデュース公演 ミュージカル「Go,JET！GO!GO！ Vol.1」（2015年11月27日〜12月2日、東日本橋 AQUA studio）[15] - ガールズ/夏代役
- エアースタジオプロデュース公演 ミュージカル「Go,JET！GO!GO！ Vol.2」（2016年4月9日〜4月19日、東日本橋 AQUA studio） - ガールズ/夏代役
- エアースタジオプロデュース公演 ミュージカル「Go,JET！GO!GO！ Vol.3」（2016年6月3日〜6月12日、東日本橋 AQUA studio） - ガールズ/夏代役

### 映画
- 「世界最後の日々」（2012年2月18日公開、監督：内田英治）
- 「時空警察ヴェッカー デッドリーナイトシェード」(2012年10月10日公開、監督：畑澤和也）[16] - ドール役
- 「陽光桜」（2015年11月21日公開、監督：高橋玄）

### ラジオ
- 「VIC:CESSの江東上陸作戦!」・レギュラー（2011年〜、レインボータウンFM放送）
- 「VIC:CESS　Lover's BEAT」・レギュラー（2011年〜、ZIP-FM）
- マルベル堂×昭和浪漫プロジェクト「マルベル放送曲♪」・レギュラー（2014年〜、レインボータウンFM放送）
- 時乃真央バースデー特番「まお色Diary」・単独（2013年6月29日、レインボータウンFM放送）
- 「NEVERMIND!!」・ゲスト出演（2011年、FM FUJI）
- 「かながわIQのGALACTICA GOLDENBALL」・ゲスト出演（2011年、FM FUJI）
- 「遠藤麻生のマインドスイッチ」・昭和浪漫プロジェクトにてゲスト出演（2016年7月4日、FM熱海湯河原）

### CM
- カミングダイエット（日清食品）
- 東栄住宅・住宅PC（栃木県版、千葉県版）
- 美人時計×JANJAN（エースコック）

### 雑誌
- スコラ
- De☆View

### イメージDVD
- 1stDVD「lip to lip」(2010年発売)
- 2ndDVD「time the Heart」(2013年発売）[17]